# Еськов, Алексей Игоревич
Алексе́й И́горевич Есько́в (род. 7 сентября 1978, Невинномысск, Ставропольский край) — российский футболист и судья, имеет категорию ФИФА. Выступал на позиции защитника. Обслуживал матчи чемпионата России.

## Карьера

### Карьера игрока
Защитник, играл за юношескую сборную России, французский «Монпелье», ЦСКА-д, «Ростсельмаш»-д, СКА (Ростов-на-Дону), «КАМАЗ-Чаллы», «Жемчужину», дублирующий состав московского «Динамо», завершив карьеру в 2003 году в «Видном». Воспитанник ростовского УОР. Всего в третьем и втором дивизионах чемпионата России провел 88 матчей, забил два гола (за дубль «Ростсельмаша» в 1997 году).

### Карьера судьи
Судейскую карьеру Алексей Еськов начал в 2003 году. Работал на матчах турнира дублёров, второго и первого дивизионов, а также Кубка России.
В Премьер-лиге в качестве главного арбитра дебютировал 3 октября 2009 года: в матче 24-го тура «Химки» — «Терек» на «Арене Химки». Встреча завершилась победой грозненцев — 2:1; Еськов показал 7 жёлтых карточек и назначил пенальти в ворота хозяев.
После матча 1-го тура чемпионата России 2020/2021 между московским «Спартаком» и «Сочи» Алексей Еськов, работавший ассистентом на системе VAR, был подвергнут критике и обвинён в непрофессионализме. 3 сентября 2020 года на фоне скандала заявил о приостановке карьеры судьи. 24 октября 2020 года объявил о завершении карьеры судьи по состоянию здоровья.